# 伊敏河镇

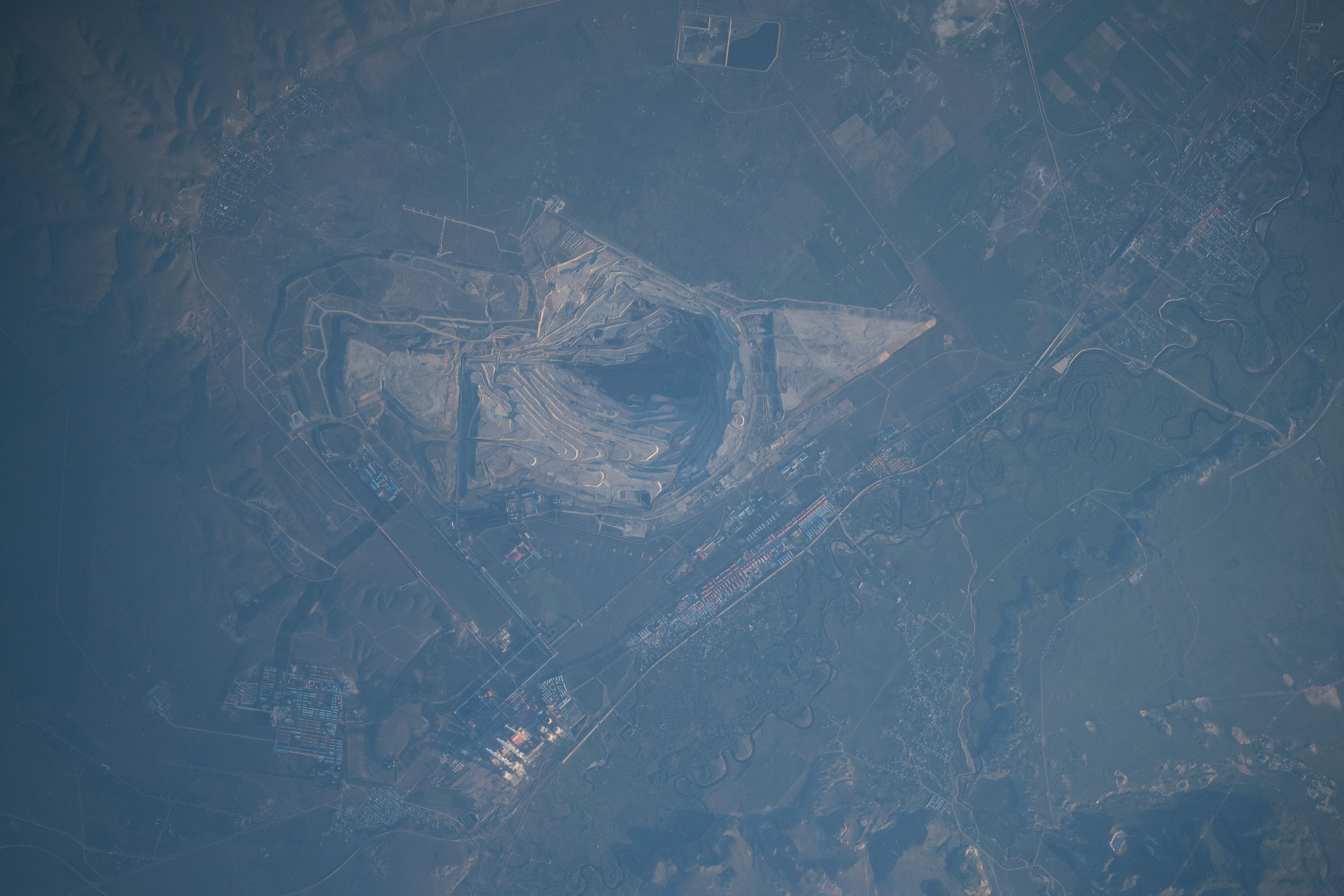
伊敏河镇卫星照片（2018年，↑西北）

伊敏河镇，是中华人民共和国内蒙古自治区呼伦贝尔市鄂温克族自治旗下辖的一个镇。

## 行政区划
伊敏河镇下辖以下地区：
滨河社区、新源社区和永丰嘎查。